# Gogglebox (Regno Unito)
Gogglebox è un programma televisivo britannico di genere people show, in onda su Channel 4 dal 7 marzo 2013, del quale fino al 2018 sono state prodotte 12 stagioni. Dalla serie principale sono nati due spin off: una versione dello spettacolo con solo bambini, chiamata Gogglesprogs, mentre il 30 maggio 2017 è stato confermato un secondo spin-off intitolato Vlogglebox, che presenta reazioni da parte dei ragazzi di 16-24 anni, mentre guardano i contenuti online sui loro telefoni, computer portatili o tablet.

## Format
Il programma presenta delle famiglie, gruppi di amici e colleghi che riuniti sul divano della propria abitazione reagiscono ai programmi televisivi visti in quel momento.

## I protagonisti
| Protagonisti                                                | Stagione/i | Anno/i         |
| ----------------------------------------------------------- | ---------- | -------------- |
| Leon and June Bernicoff                                     | 1–         | 2013–          |
| Tapper family (Jonathan, Nikki, Josh and Amy)               | 1–         | 2013–          |
| Sandra Martin                                               | 1–         | 2013–          |
| Chistopher Steed and Stephen Webb                           | 1–         | 2013–          |
| Siddiqui family (Sid, Umar and Bassit)                      | 1–         | 2013–          |
| Michael family (Andrew, Carolyne, Louis, Alex and Katie)    | 1–4, 6–    | 2013–14, 2015– |
| Linda and Peter McGarry, and George Gilbey                  | 2–3, 7–    | 2013–14, 2016– |
| Woerdenweber family (Ralf, Viv and Evie)                    | 2–         | 2013–          |
| Bill Hartston and Josef Kollar                              | 2–         | 2013–          |
| Malone family (Tom, Julie, Tom Jnr and Shaun)               | 4–         | 2014–          |
| Jenny and Lee                                               | 4–         | 2014–          |
| Giles Wood and Mary Killen                                  | 5–         | 2015–          |
| Ellie and Izzi Warner                                       | 6–         | 2015–          |
| David and Shirley                                           | 6–         | 2015–          |
| McCormick family (Scott, Georgia and Isaac)                 | 7–         | 2016–          |
| Plummer family (Tremaine, Twaine and Tristan)               | 7–         | 2016–          |
| Mary and Marina                                             | 8–         | 2016–          |
| Delaney-Ellwoods family (Jeffrey, Toni, Elizabeth and Jess) | 8–         | 2016–          |
| Johnson-Aley family (Olivia)                                | 8–         | 2016–          |
| Chanchez Martin                                             | 8–         | 2016–          |

## Edizioni

### Serie principale
| Edizione | Inizio                                         | Fine                                           | Puntate | Telespettatori (UK) in mln |
| -------- | ---------------------------------------------- | ---------------------------------------------- | ------- | -------------------------- |
| 1ª       | 7 marzo 2013                                   | 28 marzo 2013                                  | 4       | n/a                        |
| 2ª       | 25 settembre 2013                              | 18 dicembre 2013                               | 13      | 2.21                       |
| 3ª       | 7 marzo 2014                                   | 23 maggio 2014                                 | 12      | 3.78                       |
| 4ª       | 26 settembre 2014                              | 19 dicembre 2014                               | 12      | 4.20                       |
| 5ª       | 20 febbraio 2015                               | 8 maggio 2015                                  | 12      | 4.87                       |
| 6ª       | 11 settembre 2015                              | 18 dicembre 2015                               | 15      | 4.97                       |
| 7ª       | 19 febbraio 2016/ 10 giugno 2016 3 agosto 2016 | 19 febbraio 2016/ 10 giugno 2016 3 agosto 2016 | 17 1    | 4.71 2.38                  |
| 8ª       | 23 settembre 2016                              | 16 dicembre 2016                               | 12      | 3.70                       |
| 9ª       | 24 febbraio 2017                               | 2 giugno 2017                                  | 12      | TBA                        |

### Spin-off

#### Gogglesprogs
| Edizione | Inizio         | Fine           | Puntate | Telespettatori (UK) in mln |
| -------- | -------------- | -------------- | ------- | -------------------------- |
| 1ª       | 17 giugno 2016 | 22 giugno 2016 | 6       | 1.46                       |
| 2ª       | 9 giugno 2017  | 14 giugno 2017 | 6       | n/a                        |

#### Vlogglebox
| Edizione | Inizio         | Fine           | Puntate | Telespettatori (UK) in mln |
| -------- | -------------- | -------------- | ------- | -------------------------- |
| 1ª       | 19 giugno 2017 | 23 giugno 2017 | 6       | n/a                        |

## Versioni nel mondo
| Paese                | Nome                             | Canale               | Data debutto              | Data chiusura    |
| -------------------- | -------------------------------- | -------------------- | ------------------------- | ---------------- |
| Australia            | Gogglebox Australia              | Lifestyle Channel    | 11 febbraio 2015          | in corso         |
| Belgio               | Hallo Televisie (lingua tedesca) | Één                  | 6 gennaio 2015            | ?                |
| Belgio               | Vu à la télé (lingua francese)   | RTL-TVI              | ?                         | ?                |
| Cina                 | ?                                | Jiangsu Television   | ?                         | ?                |
| Finlandia            | Sohvaperunat                     | Yle TV2              | 17 febbraio 2015          | in corso         |
| Francia              | Vu à la télé                     | M6                   | 18 ottobre 2014           | 20 dicembre 2014 |
| Germania             | Wohnzimmerhelden                 | Sat.1                | ?                         | ?                |
| Germania             | Sofa Stars                       | RTL Television       | ?                         | ?                |
| Irlanda              | Gogglebox Ireland                | TV3                  | 22 settembre 2016         | in corso         |
| Israele              | Tadliku (Switch on)              | Channel 2            | 12 giugno 2014            | 20 giugno 2014   |
| Italia               | Gogglebox                        | Italia 1             | 23 ottobre 2016           | 4 giugno 2017    |
| Norvegia             | Sofa                             | NRK                  | ottobre 2014              | in corso         |
| Polonia              | Gogglebox. Przed telewizorem     | TTV                  | 6 settembre 2014          | in corso         |
| Slovenia             | Bognedaj, da bi crknu televisor  | Planet TV            | ?                         | in corso         |
| Spagna               | Aquí mando yo                    | Antena 3             | 15 aprile 2016            | 15 aprile 2016   |
| Sudafrica            | ?                                | ?                    | ?                         | ?                |
| Stati Uniti / Canada | The People's Couch               | Bravo/Bravo (Canada) | 10 marzo 2014/Luglio 2014 | ?                |
| Ucraina              | ?                                | ICTV                 | ?                         | ?                |